# Memory of Mankind

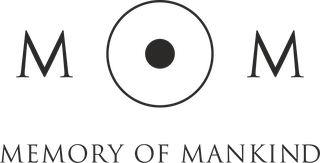
Memory of Mankind

Memory of Mankind (MOM) ist ein 2012 von Martin Kunze initiiertes Projekt, das Informationen aus unserer heutigen Zeit späteren „Generationen, Kulturen oder sogar Zivilisationen“ mittels bedruckter Keramiktafeln zur Verfügung stellen will.

## Methode
Die Informationen wie Texte und Bilder werden auf zwei verschiedenen Arten von Keramiktafeln (genannt Level1 und Level2 Tafeln) aufgebracht und sollen in einer tönernen Box als Zeitkapsel dienen. Die Tafeln sind mittels Katalognummern, Sprachkürzeln und Rubriken (z. B. privat) kategorisiert. Damit eine Lesbarkeit in der Zukunft gegeben ist, werden den Informationen ein umfangreiches Bildwörterbuch und sprachtheoretische Texte beigelegt.
Gesammelt werden im MOM Projekt:
| Art der Information                            | Beispiele |
| ---------------------------------------------- | --- |
| Allgemeiner und automatisch gesammelter Inhalt | Leitartikel von Zeitschriften, Blogs, Facebook Profile, wichtige Bücher |
| Spezifischer Inhalt                            | Informationen, die aus Kooperationen von MOM mit anderen Projekten oder Institutionen stammen, zum Beispiel - Informationen über die Standorte von Atommülllagerstätten - Protokolle von Events / Konferenzen, die aktuelle Themen diskutieren - Eine Auswahl der wichtigsten Dokumente der Menschheit |
| Individueller Inhalt                           | Hochzeitsfotos, Diplomarbeiten, Kochrezepte, Gedichte, … |

### Level1 Tafeln
Bei den Level1 Tafeln werden Texte und Bilder mit vier keramischen Farbpigmenten mittels Laserdruck auf mit Gelatine beschichtetes Papier gedruckt, das dann bei 850 °C auf die 20 × 20 cm großen Tafeln gebrannt wird. Die Auflösung beträgt etwa 300 dpi. Sie sollen bei einer Resistenz gegen Hitze bis 1200 °C, Chemikalien, Strahlung, Magnetismus und Druck bis zu 50.000 Zeichen tragen können und sind 600 g schwer.

### Level2 Tafeln

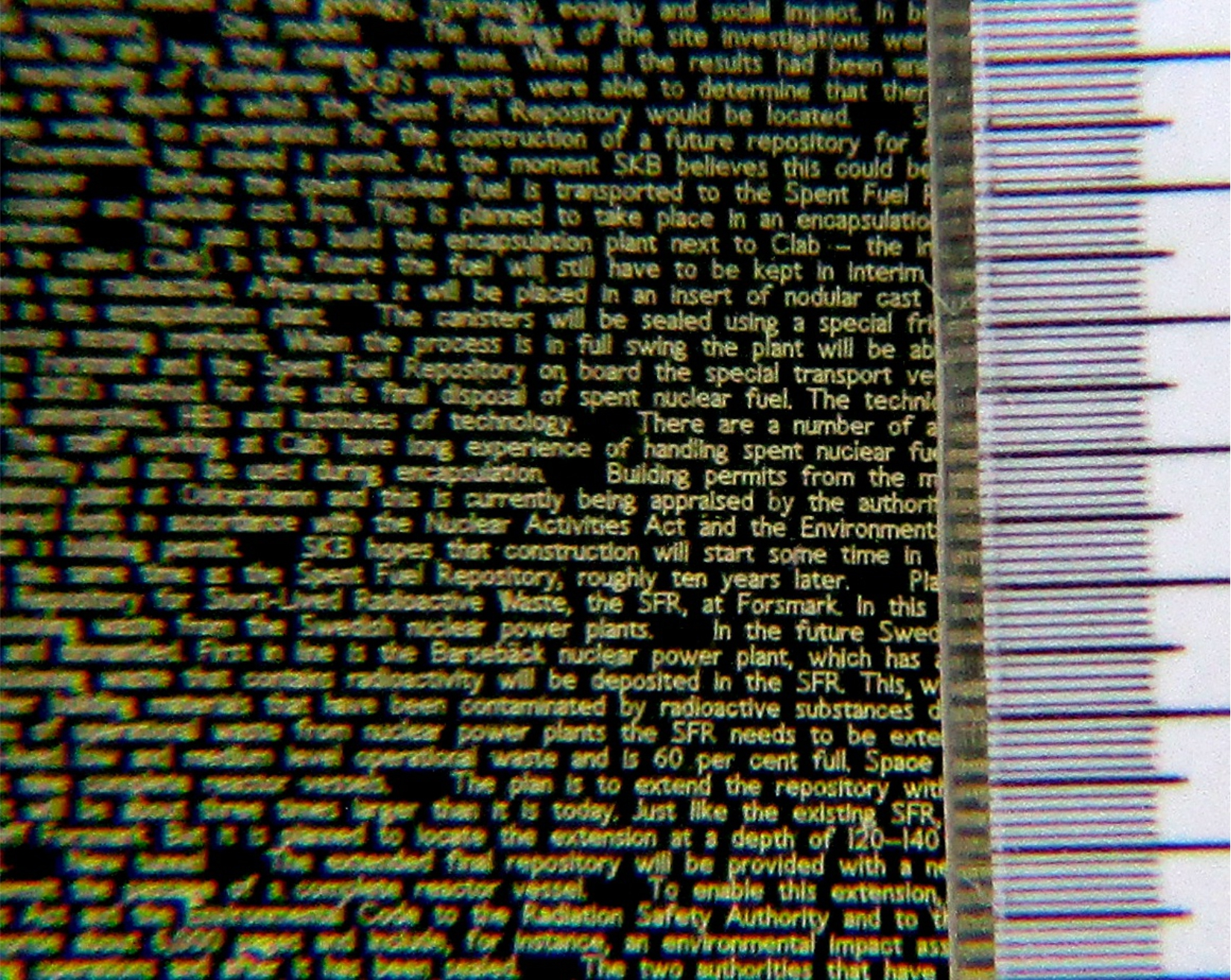
Eine Level2 Tafel

Level2 Tafeln bilden die Informationen im Gegensatz zu den Level1 Tafeln in einem stark verkleinerten Maßstab ab, wodurch sie eine größere Speicherkapazität besitzen. Die Inhalte sind jedoch immer noch analog mittels einer Lupe lesbar. Sie sollen bis zu 5.000.000 in die Tafeln eingravierte Zeichen tragen können, bieten aber nur Schwarz-weiß Inhalten Platz. Sie sind ebenfalls 20 × 20 cm groß, 150 g schwer und sind gegen Hitze bis 1400 °C, Säuren, Laugen, Druck und elektromagnetische Strahlung resistent.

## Aufbewahrungsort

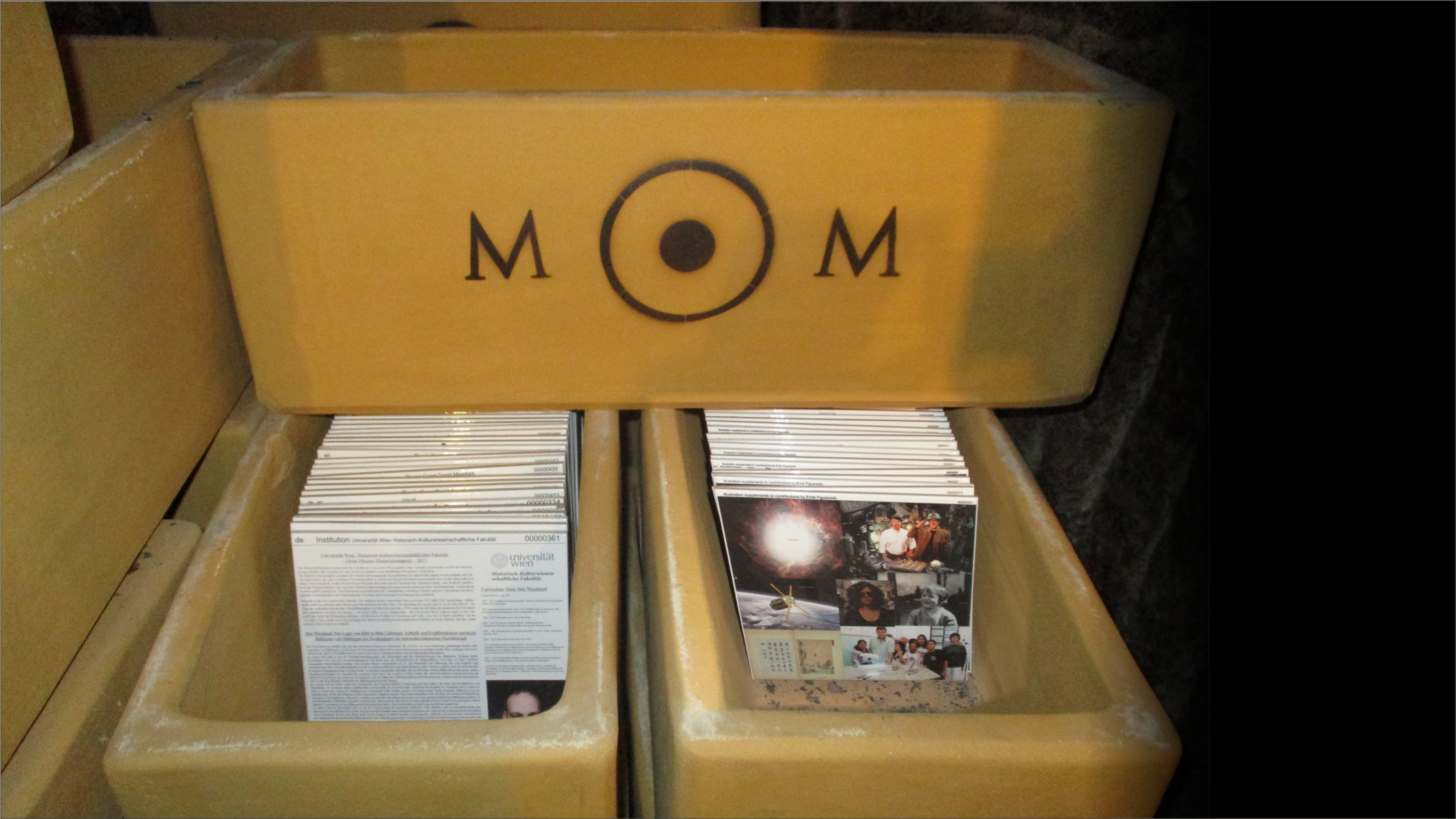
Keramik-Boxen

Die Keramiktafeln werden in Keramik-Boxen innerhalb einer Salzmine in Hallstatt, Österreich aufbewahrt. Dort herrschen geeignete Rahmenbedingungen: Das Salz an den Wänden trocknet die Luft aus und hat zudem plastilinähnliche Eigenschaften, was es Risse wieder verschließen lässt.

## Der Token

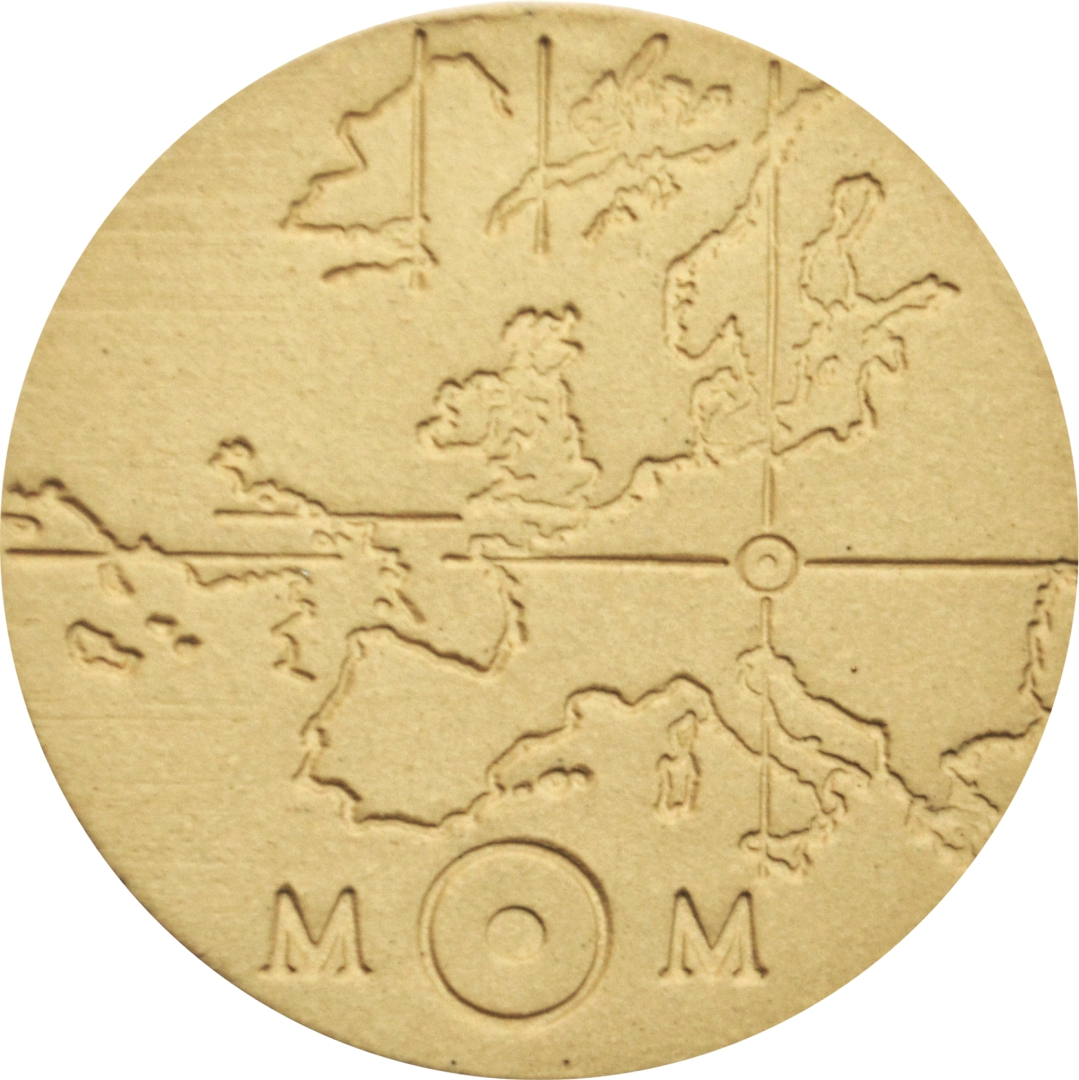
MOM Token (Vorderseite)

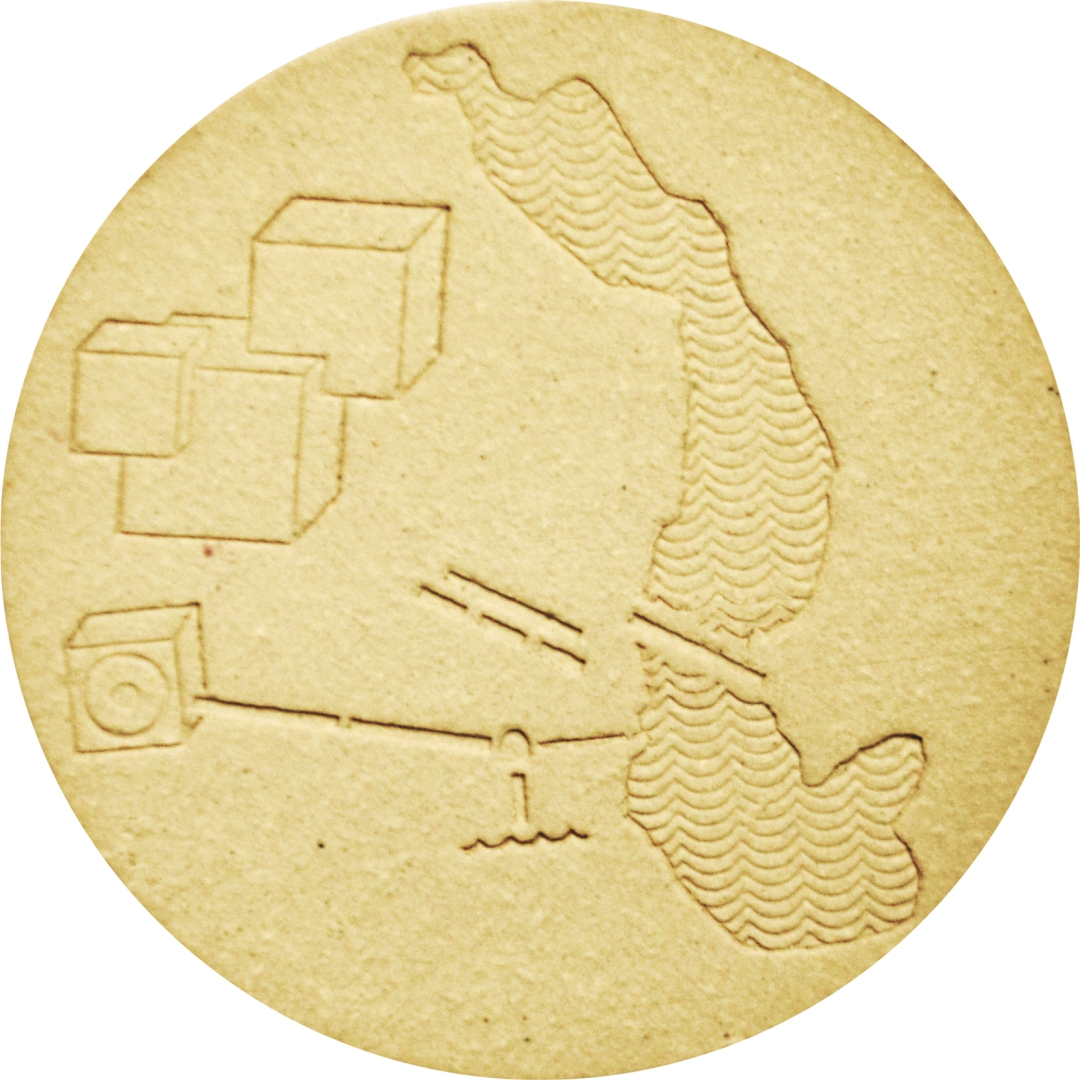
MOM Token (Kehrseite)

Ein sogenannter token ‚Marke‘ mit einem Durchmesser von 6,5 cm zeigt die Position des Archivs mittels eines Fadenkreuzes. Neben den Küstenlinien Europas zeigt er auch einen Umriss des Hallstätter Sees mit der genauen Lage des Eingangs.

## Kooperationen
- Schwedische Atombehörde
- Kunsthistorisches Museum in Wien (eingelagert ist z. B. ein Abbild der Rosenkranzmadonna von Caravaggio)
- Naturhistorisches Museum Wien (eingelagert z. B. Blaue Schwimmkrabbe)[7]

## Dokumentationen
- Ö1, Dimensionen, 30. Januar 2018: Wissen für die Ewigkeit[8]